# Tour der australischen Rugby-Union-Nationalmannschaft nach Südafrika 1961
| Tour der Wallabies nach Südafrika 1961 | Tour der Wallabies nach Südafrika 1961 | Tour der Wallabies nach Südafrika 1961 | Tour der Wallabies nach Südafrika 1961 | Tour der Wallabies nach Südafrika 1961 |
| Übersicht                              | S                                      | G                                      | U                                      | N                                      |
| -------------------------------------- | -------------------------------------- | -------------------------------------- | -------------------------------------- | -------------------------------------- |
| Test Matches                           | 2                                      | 0                                      | 0                                      | 2                                      |
| Sonstige Spiele                        | 4                                      | 3                                      | 1                                      | 0                                      |
| Gesamt                                 | 6                                      | 3                                      | 1                                      | 2                                      |
|                                        |                                        |                                        |                                        |                                        |
| Südafrika                              | 2                                      | 0                                      | 0                                      | 2                                      |

Die Tour der australischen Rugby-Union-Nationalmannschaft nach Südafrika 1961 umfasste eine Reihe von Freundschaftsspielen der Wallabies, der Nationalmannschaft Australiens in der Sportart Rugby Union. Das Team reiste im Juli und August 1961 durch Südafrika und bestritt während dieser Zeit sechs Spiele. Dazu gehörten zwei Test Matches gegen die Springboks, die beide mit Niederlagen endeten.

## Spielplan
- Hintergrundfarbe grün = Sieg
- Hintergrundfarbe gelb = Unentschieden
- Hintergrundfarbe rot = Niederlage

(Test Matches sind grau unterlegt; Ergebnisse aus der Sicht Australiens)
| # | Datum           | Gegner                  | Ort            | Stadion              | Ergebnis |
| - | --------------- | ----------------------- | -------------- | -------------------- | -------- |
| 1 | 27. Juli 1961   | Südwestafrika           | Windhoek       | National Stadium     | 14:14    |
| 2 | 30. Juli 1961   | Boland                  | Wellington     | Boland Park          | 11:3     |
| 3 | 02. August 1961 | North Eastern Districts | Burgersdorp    | Danie Craven Stadium | 34:3     |
| 4 | 05. August 1961 | Südafrika               | Johannesburg   | Ellis Park Stadium   | 3:28     |
| 5 | 09. August 1961 | Border                  | East London    | Border Ground        | 17:9     |
| 6 | 12. August 1961 | Südafrika               | Port Elizabeth | Boet Erasmus Stadium | 11:33    |

## Test Matches
| 5. August 1961 | Südafrika                                                                                             | 28 : 3         | Australien         | Ellis Park Stadium, Johannesburg Zuschauer: 57.000 Schiedsrichter: Ralph Burmeister (Südafrika) |
| 5. August 1961 | Versuche: Engelbrecht John Gainsford Hopwood Oxlee Pelser Hennie van Zyl (3) Erhöhungen: Claassen (2) | (14:3) Bericht | Straftritte: Dowse | Ellis Park Stadium, Johannesburg Zuschauer: 57.000 Schiedsrichter: Ralph Burmeister (Südafrika) |

Aufstellungen:
- Südafrika: Johan Claassen , Frik du Preez, Piet du Toit, Jannie Engelbrecht, John Gainsford, Ronald Hill, Douglas Hopwood, Fanie Kuhn, Keith Oxlee, Martin Pelser, Mannetjies Roux, Piet Uys, Hennie van Zyl, Hugo van Zyl, Lionel Wilson
- Australien: Ken Catchpole , Mike Cleary, John Dowse, Beres Ellwood, Robin Heming, Peter Johnson, Jim Lenehan, Jim Lisle, Graeme MacDougall, John O’Gorman, Roderick Phelps, Terry Reid, John Thornett, Richard Thornett, Jonathan White

| 12. August 1961 | Südafrika                                                                                      | 23 : 11        | Australien                                                | Boet Erasmus Stadium, Port Elizabeth Zuschauer: 26.000 Schiedsrichter: Edwin Hofmeyr (Südafrika) |
| 12. August 1961 | Versuche: Oxlee Roux Hennie van Zyl Erhöhungen: Oxlee Straftritte: Oxlee (3) Dropgoals: Wilson | (11:5) Bericht | Versuche: Cleary Erhöhungen: Dowse Straftritte: Dowse (2) | Boet Erasmus Stadium, Port Elizabeth Zuschauer: 26.000 Schiedsrichter: Edwin Hofmeyr (Südafrika) |

Aufstellungen:
- Südafrika: Johan Claassen , Frik du Preez, Piet du Toit, Jannie Engelbrecht, John Gainsford, Ronald Hill, Douglas Hopwood, Fanie Kuhn, Keith Oxlee, Martin Pelser, Mannetjies Roux, Piet Uys, Hennie van Zyl, Hugo van Zyl, Lionel Wilson
- Australien: Ken Catchpole , Mike Cleary, John Dowse, Edward Heinrich, Robin Heming, Peter Johnson, Jim Lenehan, Edward Magrath, Tony Miller, John O’Gorman, Roderick Phelps, Harry Roberts, John Thornett, Richard Thornett, Jonathan White